# Telefónica Innovación Digital
Telefónica Innovación Digital es una filial de Telefónica creada en 2023 mediante la fusión de las divisiones Telefónica I+D y Telefónica Digital. Su objetivo es impulsar la transformación digital del grupo a través del desarrollo de tecnologías avanzadas y soluciones innovadoras para mejorar la conectividad y la eficiencia operativa.

## Historia
Telefónica ha mantenido una trayectoria de innovación desde la creación de su Centro de Investigación y Estudios en 1967. En 1988, se estableció Telefónica I+D para fomentar la investigación y el desarrollo tecnológico. En 2023, Telefónica decidió integrar Telefónica I+D y Telefónica Digital en una única entidad denominada Telefónica Innovación Digital, con el propósito de consolidar sus esfuerzos en innovación y acelerar la transformación digital del grupo. La nueva filial inició sus pasos liderada por Chema Alonso, chief digital officer de Telefónica, y contaba en 2023 con aproximadamente mil empleados especializados en ingeniería y tecnología.

## Áreas de actividad
Telefónica Innovación Digital se centra en el desarrollo de soluciones tecnológicas en diversas áreas, incluyendo:
- Inteligencia Artificial (IA): implementación de IA para optimizar procesos internos y mejorar la experiencia del cliente.
- Ciberseguridad: desarrollo de herramientas y servicios para proteger la infraestructura digital y los datos de los usuarios.
- Computación en la nube: provisión de servicios cloud para facilitar la escalabilidad y flexibilidad de las operaciones empresariales.
- Internet de las Cosas (IoT): integración de dispositivos conectados para mejorar la eficiencia y la toma de decisiones en tiempo real.
- Big Data: análisis de grandes volúmenes de datos para extraer información valiosa y apoyar la toma de decisiones estratégicas.[1]

## Innovación abierta
La filial promueve un modelo de innovación abierta, colaborando con startups, universidades y centros de investigación para acelerar el desarrollo de nuevas tecnologías. A través de iniciativas como Wayra, Telefónica apoya a emprendedores y empresas emergentes, facilitando la creación de soluciones disruptivas que complementen su oferta tecnológica.

## Proyectos destacados
Entre los proyectos desarrollados por Telefónica Innovación Digital se encuentran:
- Aura: asistente digital basado en inteligencia artificial que permite a los clientes gestionar sus servicios de manera intuitiva.[4]
- LUCA: plataforma de análisis de datos que ofrece soluciones de Big Data a empresas de diversos sectores.
- Open Gateway: iniciativa para transformar las redes de comunicaciones en plataformas interoperables mediante APIs abiertas.
- TU: plataforma digital que ofrece soluciones tecnológicas avanzadas, incluyendo herramientas de ciberseguridad como Latch, gestión de metadatos con Metashield, y servicios relacionados con blockchain y activos digitales como TU Wallet.[5]